# Hualpén

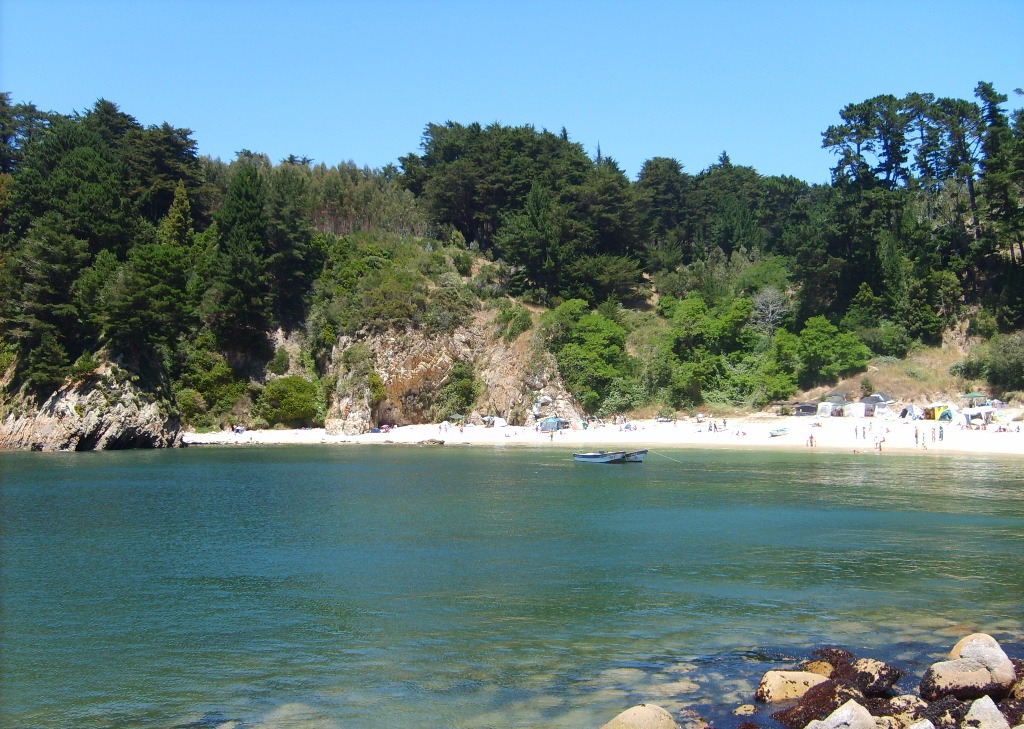
Badestrand Ramuntcho

Hualpén ist eine Stadt in dem südamerikanischen Anden-Staat Chile und liegt in der Agglomeration Concepción der  Provincia de Concepción der Región del Bío-Bío.
Die Gemeinde wurde 2004 durch Ausgliederung aus Talcahuano geschaffen. Das Areal beträgt 53,50 km², die Bevölkerungszahl liegt bei 91.773. Es gibt eine Ölraffinerie der Empresa Nacional del Petróleo (ENAP).
Die Gemeinde teilt sich in ein Industriegebiet am Pazifischen Ozean sowie Wohnviertel, die Namen wie Colón 9000, René Schneider, La Floresta oder Críspulo Gándara tragen.
Die touristisch interessanten Punkte von Hualpén sind der Cerro Amarillo und vor allem die Halbinsel Península de Hualpén mit ihrem Park Pedro del Río Zañartu, der mit einem Museum ausgestattet ist und Sammlerstücke aus aller Welt (z. B. Pfeifen aus Tirol, eine ägyptische Mumie) ausstellt. Die Desembocadura, bei der der größte Fluss Chiles, der Bio Bio, in den Pazifik mündet, zieht vor allem Hobbyfischer, Kite- und normale Surfer und zivilisationsmüde „Penquistas - Einwohner von Concepción“ – an. Weiters ist die gesamte Halbinsel ein Magnet für Mountainbiker.
Auf der Halbinsel von Hualpén befindet sich außerdem ein ehemaliger Walfangort namens Chome, dessen Fabrikruinen heute noch stehen. Heutzutage leben Fischer im Ort und es gibt eine Grundschule. Zwischen Oktober und Dezember ziehen Walherden vor der Küste Richtung Süden und rund um den Ort leben Seelöwen und Delphine. Nahe Chome liegt die an einen weißen Karibikstrand erinnernde Bucht von Ramuntcho, deren Höhlen Taucher anziehen.